# 米洛斯拉夫·赫鲁什科维奇
米洛斯拉夫·赫鲁什科维奇（捷克語：Miloslav Hruškovič；1925年1月25日—1992年2月12日），捷克斯洛伐克共产党领导人，捷克斯洛伐克共产党中央书记处书记、中央经济委员会主席，捷克斯洛伐克社会主义共和国技术部部长、规划部部长、副总理。

## 获奖
- 克莱门特·哥特瓦尔德勋章（1984年12月20日）[4]
- 共和国勋章（1974年12月23日）[5]
- 胜利的二月勋章（1973年2月20日）[6]